# Parc d'État de Wawayanda
Le parc d'État de Wawayanda (anglais : Wawayanda State Park) est un parc d'État situé dans les comtés de Sussex et de Passaic, dans l'État du New Jersey, aux États-Unis.
Le Sentier des Appalaches passe par le parc.